# 薩摩の女
「薩摩の女」（さつまのひと）は、北島三郎のシングル。1968年2月10日に日本クラウンから発売された。

## 概要
- 函館の女（1965年）、尾道の女（1966年）、博多の女（1967年）に続く通称「女（ひと）シリーズ」[2] [3] [4]と呼ばれる内の一曲である。
- 1番には天文館、2番には桜島、3番には錦江湾が登場する。
- 2004年にリリースされた「【函館の女】〜女シリーズ〜その女をたずねて」[5]、2007年にリリースされた「その女をたずねて〜函館から沖縄まで〜」[6]にも収録されている。

## 収録曲
1. 薩摩の女
作詞：星野哲郎、作曲・編曲：島津伸男
2. 霧島エレジー
作詞：水沢圭吾、作曲：関野幾生、編曲：小杉仁三